# Aiki (manga)
Aiki (愛気?) es un manga creado en el 2005 por Isutoshi y publicado por la editorial Shōnen Gahōsha.

## Argumento
Un conflicto surge en la escuela secundaria local "Juzenji" debido a la ausencia del dueño. Se rumorea que el director planea empezar una guerra familiar para tomar el control de la escuela con la ayuda de su hija. Kizuki, la nieta del director con la ayuda de sus dos subordinadas, Hon Mei y Metara, buscan luchar contra este régimen, pero necesitan la ayuda de Joukyuu Kunitoshi, un experto en Aikidō. Más adelante se revela que no existe plan para hacerse cargo de la escuela, que era solo una estrategia utilizada por Karasumaru para intentar tomar el control del mundo de las artes marciales.

## Personajes
Jōkyū Kunitoshi
A pesar de su aspecto aparentemente normal, Kunitoshi es en realidad un prodigio de las artes marciales. Se especializa en el Aikidō y posee un amplio conocimiento de muchos otros estilos de lucha. También tiene una habilidad especial de "leer" la fortaleza y debilidades del cuerpo de su oponente, Aunque por lo general es una persona fría y equilibrada, Kunitoshi suele ser muy sádico y violento cuando se enoja.
Rin Kizuki
Es la nieta del dueño de la escuela, Kizuki es capaz de lanzar a sus oponentes de un tamaño mayor con mucha facilidad. aunque por lo general es tranquila, Kizuki salta con entusiasmo a la oportunidad de mejorar sus habilidades.
Hou Mei y Metara
Hou Mei & Metara son las subordinadas de Kizuki, enviadas para buscar a Kunitoshi, ambas son profesoras de la escuela secundaria, Hou mei se ha especializado en el kenpo chino, mientras que Metara es experta en armas de fuego, especialmente en un par de pistolas de seis disparos de calibre 45 que siempre lleva a todas partes.
Miu Takatori
Es la hija del director de la escuela, Takatori tiene una gran cantidad de comandos y mucho poder dentro de la escuela. Es la prima de Kunitoshi.
Daiki Karasumaru
Daiki tiene fama de ser el mejor estudiante en la Universidad de Ryoubu y es uno de los principales antagonistas de la historia.

## Manga
Creado por Isutoshi, Aiki se publicó desde el 2005 por la editorial Shōnen Gahōsha, actualmente finalizó con 14 volúmenes. Aunque Aiki haya finalizado, desde el 2013 se sigue publicando una continuación del manga llamado Aiki S.
| Volumen | ISBN                   | Fecha de publicación en Japón |
| ------- | ---------------------- | ----------------------------- |
| 01      | ISBN 978-4-7859-2541-3 | 26 de mayo de 2005            |
| 02      | ISBN 978-4-7859-2594-9 | 28 de diciembre de 2005       |
| 03      | ISBN 978-4-7859-2668-7 | 7 de agosto de 2006           |
| 04      | ISBN 978-4-7859-2775-2 | 26 de abril de 2007           |
| 05      | ISBN 978-4-7859-2838-4 | 20 de agosto de 2007          |
| 06      | ISBN 978-4-7859-2938-1 | 19 de abril de 2008           |
| 07      | ISBN 978-4-7859-3043-1 | 20 de octubre de 2008         |
| 08      | ISBN 978-4-7859-3141-4 | 10 de abril de 2009           |
| 09      | ISBN 978-4-7859-3352-4 | 8 de abril de 2010            |
| 10      | ISBN 978-4-7859-3468-4 | 21 de septiembre de 2010      |
| 11      | ISBN 978-4-7859-3624-2 | 19 de mayo de 2011            |
| 12      | ISBN 978-4-7859-3740-8 | 2011                          |
| 13      | ISBN 978-4-7859-3842-0 | 19 de mayo de 2012            |
| 14      | ISBN 978-4-7859-4005-0 | 19 de enero de 2013           |